# 新北市區公車789路線
新北市區789路線由基隆客運營運，起點為國家新城，終點站為崁腳。
新北市區789(區間車)路線由基隆客運營運，起點為基隆火車站，終點站為北基新城，部分班次延駛至圳頭。

## 簡介
- 本線前身是公路客運路線，當時並沒有路線編號。為方便乘客，2009年6月1日，本路線賦予4碼編號1021，於2012年7月15日改制為新北市區公車，並再度更改編號為789，同時又調低全程收費（原本的50元減至45元）。
- 本路線雖然為國家新城─崁腳，因行經的北基里（北基新城）有通勤需求，利用本線路權加開通勤班次，主要有國家新城─北基新城和基隆火車站─北基新城兩種行駛方式，偶有基隆火車站─崁腳這種方式銜接。
- 本線曾配合北基新城部分居民工作需要而將部分班次繞駛翡翠灣，因班次不固定易造成誤乘而曾經全面繞駛，目前已全數取消[1]。
- 2023年8月14日起原「888路：萬里－圳頭」併入789區間車，並自該日起部分789區間車班次延駛至圳頭。[2]
- 2025年6月10日起增加停靠「安樂路一段81巷口」(往程)站位[3]
- 2025年7月8日起增加停靠「大坪37號」站位[4]

## 外部連結
- 中興巴士暨關係企業 （页面存档备份，存于）
- 大臺北公車789
- 大臺北公車789區
- 暢行台北公車客運資訊站的Facebook專頁